# نیو بردول
نیو بردول (به انگلیسی: New Bradwell) یک روستا و محله مدنی در بریتانیا است که در Milton Keynes واقع شده‌است. نیو بردول ۳٬۱۰۹ نفر جمعیت دارد.